# اوجیشی
اوجیشی (به لاتین: Ujście) یک شهر و گمینا در لهستان است که در گمینا اویشچیه واقع شده‌است. اوجیشی ۵٫۷۸ کیلومتر مربع مساحت و ۸٬۱۳۴ نفر جمعیت دارد.